# Isidro Alaix
Isidro de Alaix Fábregas (Ceuta, 1790 - Madrid, 15 de octubre de 1853), conde de Vergara y vizconde de Villarrobledo, fue un militar y político español. 

## Biografía
Nacido en una familia de pocos recursos ingreso en el ejército a los dieciséis años. Como militar se distinguió en la Guerra de la Independencia, aun cuando solo alcanzó en ella el grado de sargento, y en las Campañas de América, que inició como subteniente y terminó como comandante. Ya de regreso a la península se le encomendaron diversos cometidos siendo ascendido a brigadier en 1831. Tuvo una participación decisiva en la primera guerra carlista, contando con el reconocimiento de Espartero.  
En la batalla de Villarrobledo infligió una severa derrota al carlista Miguel Gómez Damas lo que le sirvió para alcanzar el Generalato y el título de vizconde de Villarrobledo, así como a lograr, la Cruz Laureada de San Fernando.[cita requerida] El 20 de septiembre de 1837 fue nombrado virrey de Navarra, con el mando de las tropas que operaban en ese territorio. El 9 de octubre de 1838 fue nombrado ministro de Guerra, siendo sustituido como virrey por  Diego de León y Navarrete, conde de Belasco. Entre el 9 de diciembre de 1838 y el 2 de febrero del año siguiente, presidió interinamente el Consejo.   
Después sirvió como senador vitalicio, ministro de Guerra, y como presidente en funciones del Consejo de Ministros del 9 de diciembre de 1838 a 3 de febrero de 1839, actuando, de facto, como responsable del gobierno de España. Bajo su mandato como ministro, se firmó el Convenio de Vergara (1839) lo que le sirvió para obtener el título de conde de Vergara.[cita requerida]
Fue nombrado senador vitalicio, tomando posesión con el correspondiente juramento el 24 de febrero de 1848. Falleció en Madrid, el 15 de octubre de 1853.